# Zbiornik Zapora
Zapora, Zbiornik Zapora (Mylof) (kaszb. Jezoro Mylof) – sztuczny zbiornik wodny na rzece Brdzie w Polsce, położony na obszarze kompleksu leśnego Borów Tucholskich w województwie pomorskim, w powiecie chojnickim, na terenie gminy Czersk w miejscowości Zapora.
Zbiornik został utworzony w roku 1848 (najstarszy sztuczny zbiornik wodny na terenie Polski, stworzony do celów gospodarczych) i obejmuje powierzchnię 10,5 km², stanowiącą poszerzone koryto rzeki Brdy. Zbiornik spełnia funkcje energetyczne (elektrownia wodna „Mylof”) i rekreacyjno-turystyczne (szlak turystycznych spływów kajakowych rzeką Brdą). Zintegrowana zapora wodna rozdziela wody Brdy na koryto starorzecza i Wielkiego Kanału Brdy (utworzonego w celu nawodnienia wykarczowanego w XIX wieku obszaru Borów Tucholskich – zwanego Czerskimi Łąkami. 